# Associazione Sportiva Pineto Calcio 2022-2023
Questa voce raccoglie le informazioni riguardanti l'Associazione Sportiva Pineto Calcio nelle competizioni ufficiali della stagione 2022-2023.

## Stagione
La stagione 2022-2023 è stata l'ottava del Pineto in Serie D. Con la vittoria sulla Pro Vasto ottenuta il 7 maggio, all'ultima giornata, i biancazzurri hanno vinto il proprio girone conquistando, per la prima volta nella storia della società, la promozione in Serie C. Nella conseguente Poule Scudetto, il Pineto ha superato il turno preliminare — eliminando Giana Erminio ed Arezzo, rispettivamente vincenti dei gironi D e E — ma è stato sconfitto in semifinale dal Sestri Levante, poi vincitore dello Scudetto Serie D.
Contestualmente il Pineto ha disputato e vinto la Coppa Italia Serie D risultando la prima squadra abruzzese a raggiungere questo traguardo.

## Organigramma societario
Area direttiva
- Presidente: Silvio Brocco
- Vice presidente: Geraldo De Luca
- Direttore generale: Roberto Giammarino

Area tecnica
- Direttore sportivo: Moreno Sacchetti
- Allenatore: Daniele Amaolo
- Collaboratore tecnico: Giampiero Farina
- Preparatore dei portieri: Michele Radunanza

Area sanitaria
- Massaggiatore: Roberto Di Clemente

## Rosa
| N. |                    | Ruolo | Calciatore                    |
| -- | ------------------ | ----- | ----------------------------- |
| 1  | Italia (bandiera)  | P     | Simone Mercorelli             |
| 2  | Italia (bandiera)  | D     | Riccardo Marchegiani          |
| 3  | Italia (bandiera)  | D     | Matteo Consorte               |
| 4  | Italia (bandiera)  | D     | Nicolas Di Filippo (capitano) |
| 5  | Italia (bandiera)  | D     | Leonardo Nonni                |
| 6  | Italia (bandiera)  | C     | Cosimo Forgione               |
| 7  | Italia (bandiera)  | C     | Mattia Foglia                 |
| 8  | Italia (bandiera)  | C     | Fabrizio Lo Sicco             |
| 9  | Italia (bandiera)  | A     | Francesco Maio                |
| 10 | Italia (bandiera)  | A     | Simone Minincleri             |
| 11 | Camerun (bandiera) | A     | Moussadja Njambè              |
| 12 | Italia (bandiera)  | P     | Luigi Abate                   |
| 13 | Italia (bandiera)  | D     | Bruno Cascione                |
| 14 | Italia (bandiera)  | A     | Walter Braghini               |

| N. |                   | Ruolo | Calciatore                             |
| -- | ----------------- | ----- | -------------------------------------- |
| 15 | Italia (bandiera) | C     | Jacopo Domizi                          |
| 16 | Italia (bandiera) | A     | Diego Allegretti                       |
| 18 | Italia (bandiera) | D     | Elio Capaldo                           |
| 20 | Italia (bandiera) | D     | Riccardo Della Quercia (vice capitano) |
| 21 | Italia (bandiera) | D     | Mirco Ceccacci                         |
| 22 | Italia (bandiera) | P     | Andrea D'Egidio                        |
| 23 | Italia (bandiera) | D     | Mattia Lucarini                        |
| 24 | Italia (bandiera) | D     | Marco Pica                             |
| 26 | Italia (bandiera) | C     | Davide Traini                          |
| 27 | Italia (bandiera) | C     | Nicolas Marcos Mercado                 |
| 28 | Italia (bandiera) | C     | Francesco Del Mastro                   |
| 29 | Italia (bandiera) | C     | Andrea Milani                          |
| 30 | Italia (bandiera) | C     | Alessandro Gurini                      |
| 30 | Italia (bandiera) | C     | Lorenzo Emili                          |

## Risultati

### Serie D

#### Girone di andata
| Arbitro: | Gavini (Aprilia) |

|                                                 |           |                                          |
| Gurini 7’ Allegretti 12’ (rig.), 56’ Njambe 43’ | Marcatori | 5’ Carnevale 73’ Carnicelli 85’ Filogamo |

| Arbitro: | Peletti (Crema) |

|                       |           |              |
| Padovani 6’ Broso 52’ | Marcatori | 13’ Lo Sicco |

| Arbitro: | Lascaro (Matera) |

|                       |           |                                             |
| Maio 60’ Njambe 90+1’ | Marcatori | 36’ (rig.) Esposito 90+6’ (rig.) Napoletano |

| Vastogirardi 28 settembre 2022, ore 15:00 CEST 4ª giornata | Vastogirardi           | 0 – 0 referto | Pineto | Stadio Filippo Di Tella\| Arbitro: \| Acquafredda (Molfetta) \| |
| Arbitro:                                                   | Acquafredda (Molfetta) |               |        |                                                                 |

| Arbitro: | Pasculli (Como) |

|                                    |           |  |
| Allegretti 36’ Maio 39’ Njambe 71’ | Marcatori |  |

| Arbitro: | Drigo (Portogruaro) |

|  |           |                                       |
|  | Marcatori | 51’ (rig.) Allegretti 69’, 75’ Njambe |

| Arbitro: | Amedei (Terni) |

|          |           |  |
| Maio 42’ | Marcatori |  |

| Genzano di Roma 23 ottobre 2022, ore 15:00 CEST 8ª giornata | Cynthialbalonga    | 0 – 0 referto | Pineto | Stadio Bruno Abbatini\| Arbitro: \| Gallorini (Arezzo) \| |
| Arbitro:                                                    | Gallorini (Arezzo) |               |        |                                                           |

| Arbitro: | Eremitaggio (Ancona) |

|              |           |  |
| Braghini 61’ | Marcatori |  |

| Arbitro: | Liotta (Castellammare di Stabia) |

|  |           |            |
|  | Marcatori | 60’ Njambe |

| Arbitro: | Branzoni (Mestre) |

|                                 |           |  |
| Njambe 25’, 48’ Maio 81’ (rig.) | Marcatori |  |

| Arbitro: | Cappai (Cagliari) |

|                       |           |                |
| Minincleri 89’ (rig.) | Marcatori | 75’ Dos Santos |

| Arbitro: | Bianchi (Prato) |

|  |           |                         |
|  | Marcatori | 72’ Lo Sicco 81’ Milani |

| Arbitro: | Angelillo (Nola) |

|                                        |           |             |
| Della Quercia 46’ Nonni 48’ Njambe 63’ | Marcatori | 2’ Bertoldi |

| Arbitro: | Manzo (Torre Annunziata) |

|              |           |                      |
| Battista 87’ | Marcatori | 20’, 80’, 83’ Njambe |

| Arbitro: | Schmid (Rovereto) |

|                                                    |           |               |
| Lo Sicco 18’ (rig.) Di Filippo 61’ Maio 83’ (rig.) | Marcatori | 90+1’ Raffini |

| Arbitro: | Marra (Mantova) |

|              |           |                                                       |
| Di Nardo 44’ | Marcatori | 10’ Emili 53’ Maio 77’ Foglia 90+6’ (rig.) Allegretti |

#### Girone di ritorno
| Arbitro: | Nigro (Prato) |

|  |           |              |
|  | Marcatori | 64’ Forgione |

| Arbitro: | Rodigari (Bergamo) |

|  |           |                        |
|  | Marcatori | 34’ Nappello 57’ Niang |

| Piedimonte Matese 22 gennaio 2023, ore 14:30 CET 20ª giornata | Matese    | 0 – 1 referto     | Pineto | Stadio Pasqualino Ferrante |
| \| \| \| \| \| \| Marcatori \| 75’ Della Quercia \|           |           |                   |        |                            |
|                                                               |           |                   |        |                            |
|                                                               | Marcatori | 75’ Della Quercia |        |                            |

| Arbitro: | Bonci (Pesaro) |

|  |           |                          |
|  | Marcatori | 59’ Forgione 90+3’ Emili |

| Arbitro: | Arcidiacono (Acireale) |

|             |           |  |
| Kerjota 46’ | Marcatori |  |

| Pineto 12 febbraio 2023, ore 14:30 CET 23ª giornata | Pineto           | 0 – 0 referto | Sambenedettese | Stadio Pavone-Mariani\| Arbitro: \| Colaninno (Nola) \| |
| Arbitro:                                            | Colaninno (Nola) |               |                |                                                         |

| Arbitro: | Di Renzo (Bolzano) |

|  |           |                |
|  | Marcatori | 32’ Minincleri |

| Arbitro: | Mazzer (Conegliano) |

|                |           |  |
| Minincleri 76’ | Marcatori |  |

| Chieti 5 marzo 2023, ore 14:30 CET 26ª giornata | Chieti           | 0 – 0 referto | Pineto | Stadio Guido Angelini\| Arbitro: \| Silvestri (Roma) \| |
| Arbitro:                                        | Silvestri (Roma) |               |        |                                                         |

| Arbitro: | Tomasi (Lecce) |

|                |           |  |
| Allegretti 71’ | Marcatori |  |

| Arbitro: | Galiffi (Alghero) |

|                |           |                                      |
| Tamburiani 60’ | Marcatori | 20’ Forgione 33’ Di Filippo 36’ Maio |

| Arbitro: | Fantozzi (Civitavecchia) |

|  |           |                       |
|  | Marcatori | 57’ (rig.) Allegretti |

| Pineto 6 aprile 2023, ore 15:00 CEST 30ª giornata | Pineto            | 0 – 0 referto | Tolentino | Stadio Pavone-Mariani\| Arbitro: \| Martino (Firenze) \| |
| Arbitro:                                          | Martino (Firenze) |               |           |                                                          |

| Arbitro: | Allegretta (Molfetta) |

|                               |           |                             |
| Minincleri 28’ Lo Sicco 90+3’ | Marcatori | 39’ Zoboletti 45+2’ Clerici |

| Riano 30 aprile 2023, ore 15:00 CEST 33ª giornata | Roma City             | 0 – 0 referto | Pineto | Stadio Nicola Urbani\| Arbitro: \| Catanzaro (Catanzaro) \| |
| Arbitro:                                          | Catanzaro (Catanzaro) |               |        |                                                             |

| Arbitro: | Gallo (Castellammare di Stabia) |

|                             |           |                |
| Di Filippo 27’ Forgione 49’ | Marcatori | 32’ De Cerchio |

### Poule Scudetto

#### Turno preliminare
| Arbitro: | Colaninno (Nola) |

|                   |           |                   |
| Fumagalli 5’, 57’ | Marcatori | 34’ Della Quercia |

| Arbitro: | Arcidiacono (Acireale) |

|                                    |           |                |
| Della Quercia 7’ Forgione 25’, 43’ | Marcatori | 64’ Pattarello |

#### Fase finale
| Sestri Levante 31 maggio 2023, ore 16:00 CEST Semifinale - Andata | Sestri Levante        | 0 – 0 referto | Pineto | Stadio Giuseppe Sivori\| Arbitro: \| Gasperotti (Rovereto) \| |
| Arbitro:                                                          | Gasperotti (Rovereto) |               |        |                                                               |

| Arbitro: | Angelillo (Nola) |

|  |           |                             |
|  | Marcatori | 31’ (rig.) Pane 33’ Troiano |

### Coppa Italia Serie D

#### Fase a eliminazione diretta
| Arbitro: | Sassano (Padova) |

|                       |           |  |
| Allegretti 47’ (rig.) | Marcatori |  |

| Arbitro: | Benevelli (Modena) |

|             |           |                          |
| Clerici 55’ | Marcatori | 65’ Marcado 72’ Braghini |

| Arbitro: | D'Andria (Nocera Inferiore) |

|                                                              |           |              |
| Njambe 6’, 20’ (rig.) Forgione 12’ Di Filippo 86’ Maio 90+2’ | Marcatori | 69’ Vitiello |

| Arbitro: | Carsenzuola (Legnano) |

|                 |           |                               |
| Settembrini 44’ | Marcatori | 21’ Allegretti 90+4’ Braghini |

| Arbitro: | Rinaldi (Novi Ligure) |

|                                                   |           |             |
| Forgione 12’ Milani 30’ Allegretti 81’ Traini 90’ | Marcatori | 27’ Escobar |

| Arbitro: | Virgilio (Agrigento) |

|  |           |          |
|  | Marcatori | 42’ Maio |

| Bagno di Gavorrano 28 maggio 2023, ore 17:00 CEST Finale                                                  | Pineto    | 4 – 2 referto            | Giana Erminio | Stadio Romeo Malservisi-Mario Matteini |
| \| \| \| \| \| Allegretti 27’ (rig.) Pica 59’ Maio 70’ (rig.) \| Marcatori \| 4’ Caferri 11’ Fumagalli \| |           |                          |               |                                        |
| |           |                          |               |                                        |
| Allegretti 27’ (rig.) Pica 59’ Maio 70’ (rig.)                                                            | Marcatori | 4’ Caferri 11’ Fumagalli |               |                                        |

## Statistiche

### Statistiche di squadra
| Competizione         | Punti | In casa | In casa | In casa | In casa | In casa | In casa | In trasferta | In trasferta | In trasferta | In trasferta | In trasferta | In trasferta | Totale | Totale | Totale | Totale | Totale | Totale | DR  |
| Competizione         | Punti | G       | V       | N       | P       | Gf      | Gs      | G            | V            | N            | P            | Gf           | Gs           | G      | V      | N      | P      | Gf     | Gs     | DR  |
| -------------------- | ----- | ------- | ------- | ------- | ------- | ------- | ------- | ------------ | ------------ | ------------ | ------------ | ------------ | ------------ | ------ | ------ | ------ | ------ | ------ | ------ | --- |
| Serie D              | 72    | 17      | 11      | 5       | 1       | 29      | 13      | 17           | 10           | 4            | 3            | 21           | 8            | 34     | 21     | 9      | 4      | 50     | 21     | +29 |
| Poule Scudetto       | 3     | 2       | 1       | 0       | 1       | 3       | 3       | 2            | 0            | 1            | 1            | 1            | 2            | 4      | 1      | 1      | 2      | 4      | 5      | -1  |
| Coppa Italia Serie D | -     | 3       | 3       | 0       | 0       | 10      | 2       | 4            | 4            | 0            | 0            | 9            | 4            | 7      | 7      | 0      | 0      | 19     | 6      | +13 |
| Totale               | -     | 22      | 15      | 5       | 2       | 42      | 18      | 23           | 14           | 5            | 4            | 31           | 14           | 45     | 29     | 10     | 6      | 73     | 32     | +41 |